# Sonorella granulatissima
Sonorella granulatissima är en snäckart som beskrevs av Henry Augustus Pilsbry 1902. Sonorella granulatissima ingår i släktet Sonorella och familjen Helminthoglyptidae. Inga underarter finns listade i Catalogue of Life.